# Badwater
Badwater est une dépression située en Californie, dans la vallée de la Mort, dans le sud-ouest des États-Unis. Badwater est le point le plus bas en Amérique du Nord avec une altitude de 85,5 mètres sous le niveau moyen de la mer. Selon California Place Names, ouvrage de 1949, le nom proviendrait d’un atlas publié en 1910, indiquant que l'eau éventuellement présente dans les mares n'était pas potable (« bad water » signifie « eau mauvaise »).
Le site lui-même est constitué d'un bassin d'eau non potable (« badwater ») alimenté par une source. Le sel accumulé autour de ce bassin rend l'eau impropre à la consommation. Ce bassin recèle une vie animale et végétale comme des salicornes, des insectes aquatiques ou des escargots de Badwater.

## Galerie

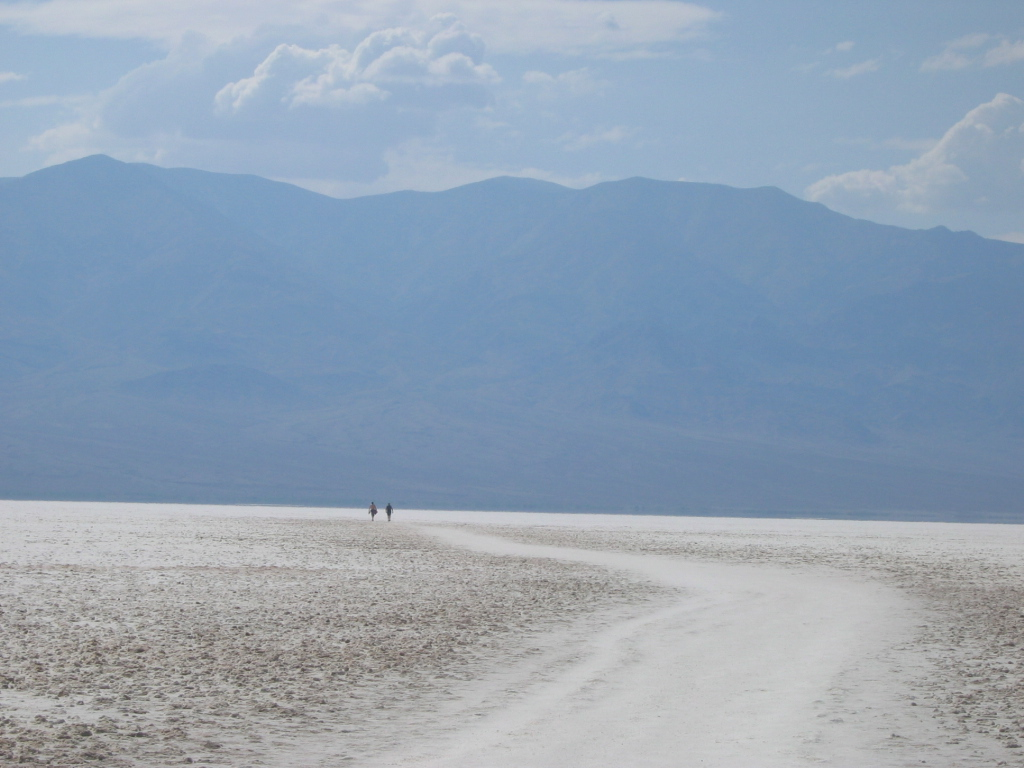
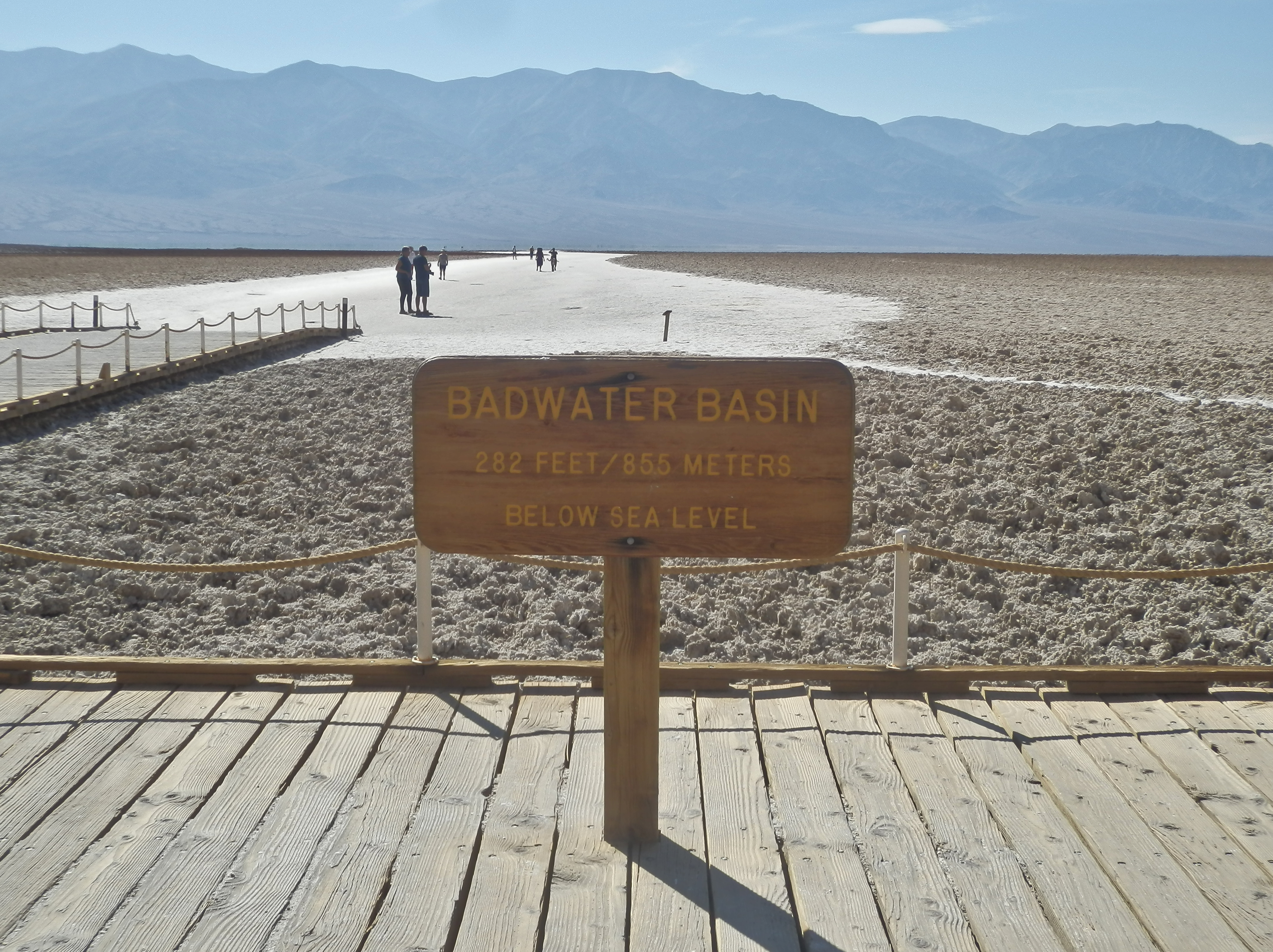
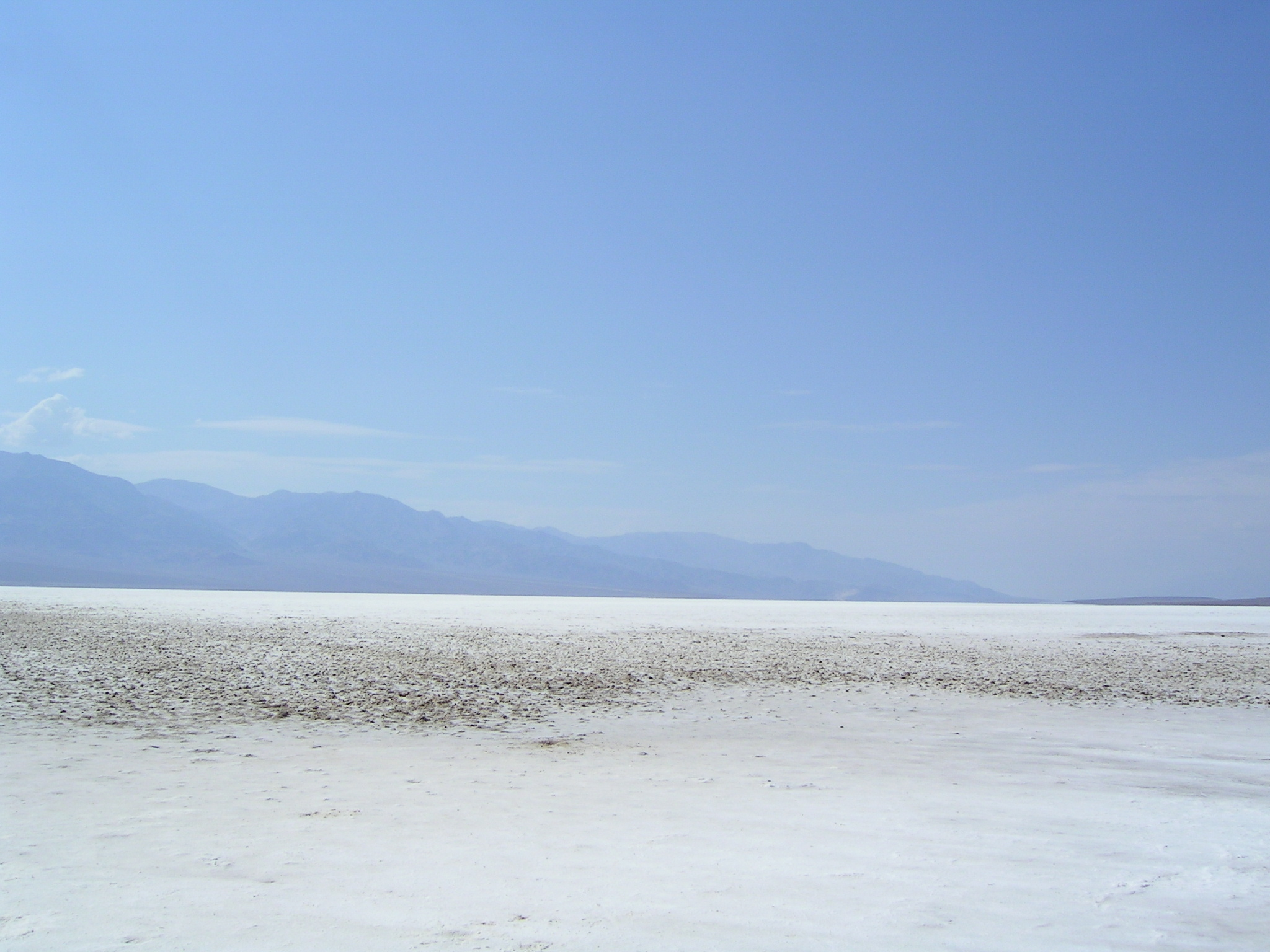
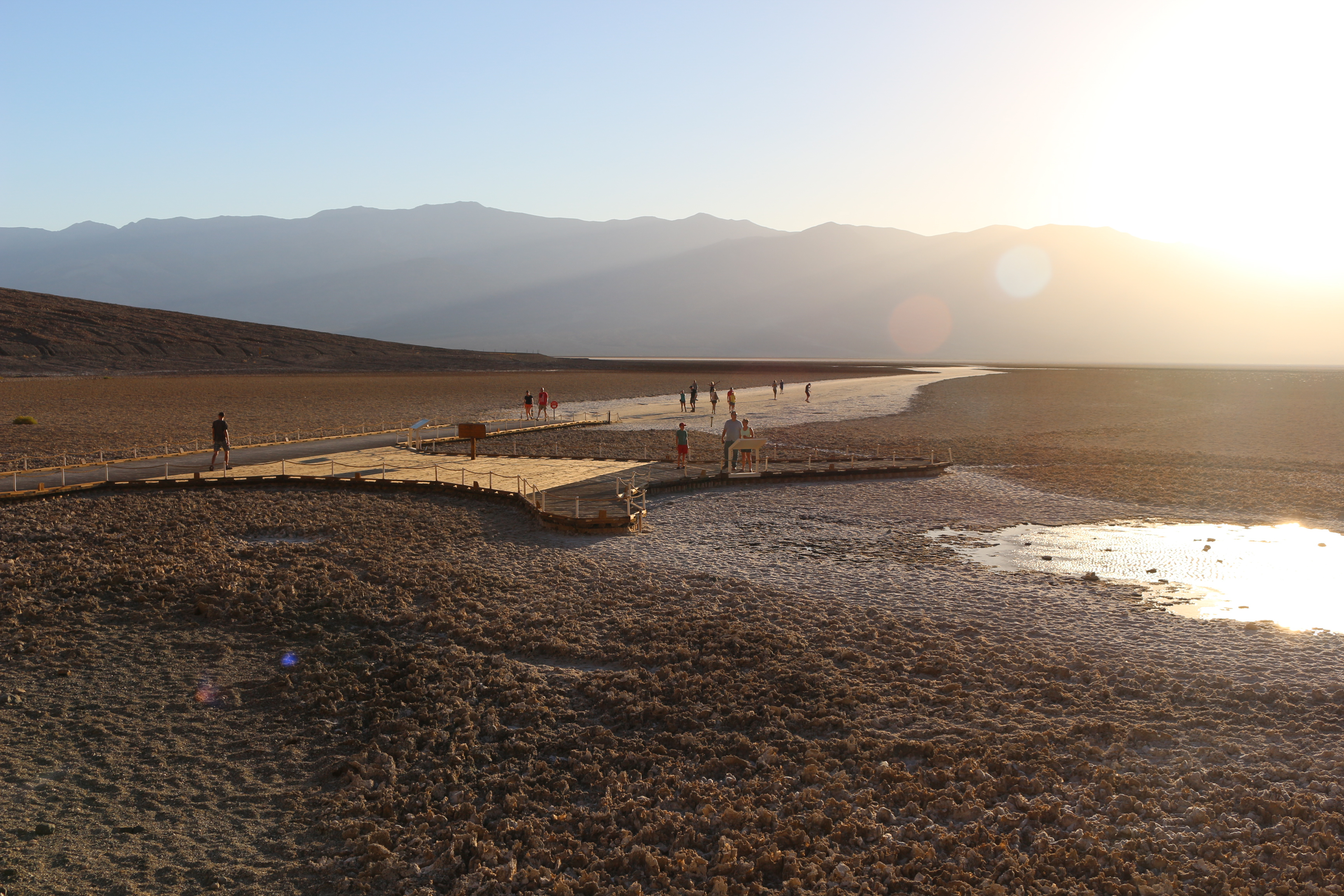
Vue générale du site, le soir
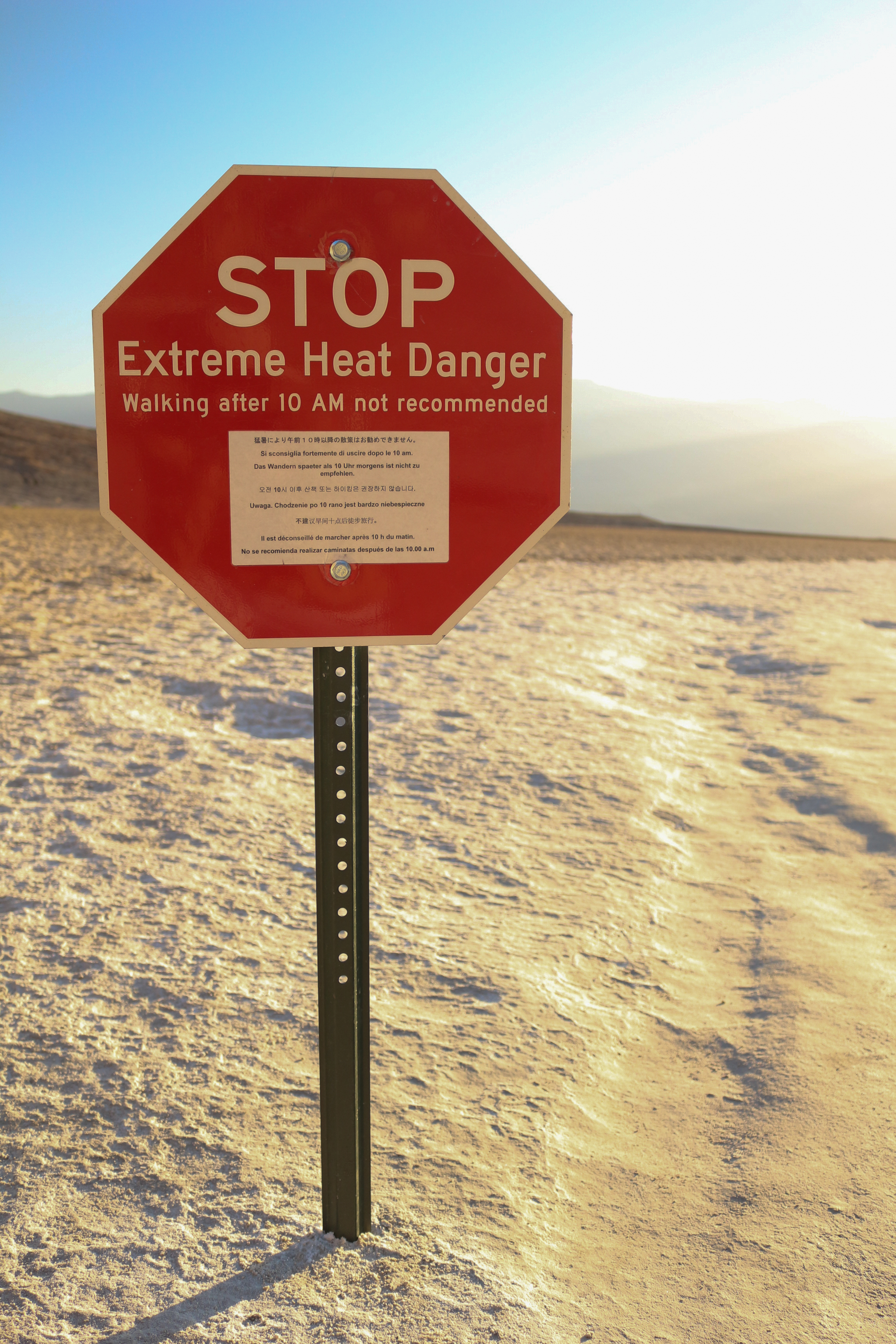
Panneau d'information à propos des températures extrêmes
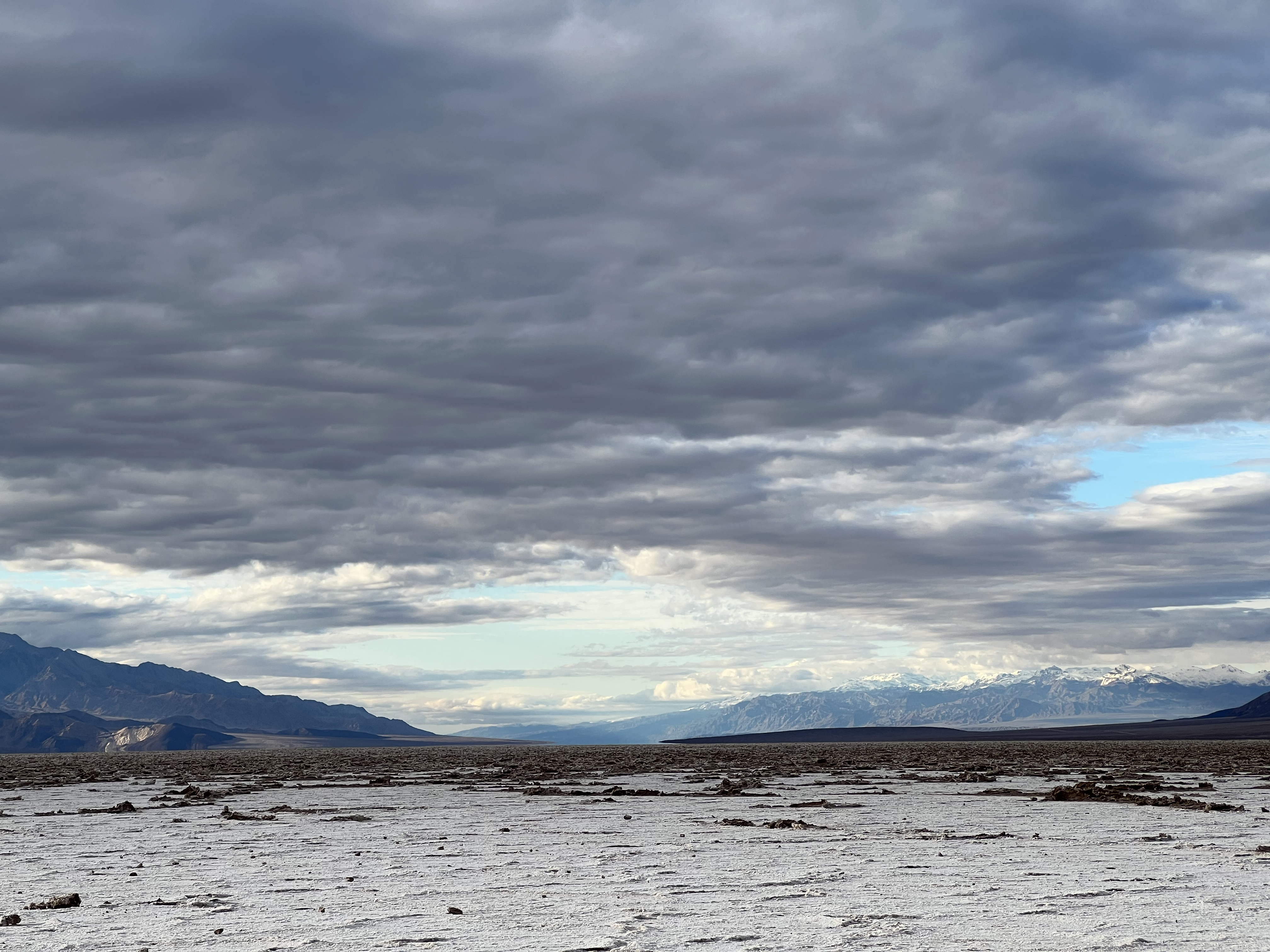